# رودني بيلوبس
رودني بيلوبس (بالإنجليزية: Rodney Billups)‏ مواليد 14 يناير 1983 في دنفر، هو مدرب كرة سلة أمريكي ولاعب معتزل. بدأ مسيرته الاحترافية في سنة 2005. يبلغ طوله 5 قدم 10 بوصة (1.8 م). اعتزل اللعب في 2006. لعب مع في إي إف ريغا في دوري لاتفيا لكرة السلة.

## روابط خارجية
- رودني بيلوبس على موقع كرة السلة الأوروبية.كوم (الإنجليزية)
- رودني بيلوبس على موقع كلية كرة السلة في سبورتس رفرنس.كوم (الإنجليزية)
- رودني بيلوبس على موقع ريلجم (الإنجليزية)
- رودني بيلوبس على موقع بروبوليرز (الإنجليزية)
- رودني بيلوبس على موقع كلية كرة السلة في سبورتس رفرنس.كوم (الإنجليزية)